# Cor Brom
Cornelis Brom (Amsterdam, 27 agosto 1932 – 29 ottobre 2008) è stato un allenatore di calcio olandese.
Da allenatore ha ottenuto un double con l'Ajax nella stagione 1978-1979.

## Palmarès
- Eredivisie: 1

Ajax: 1978-1979
- Coppa dei Paesi Bassi: 1

Ajax: 1978-1979